# Кафедральный собор Куритибы
Кафедральный собор Куритибы, освящённый в честь Пресвятой Девы Марии, — римско-католический храм в центре города Куритиба, Федеративная республика Бразилия, кафедра архиепископа Куритибы.
В 1668 году семнадцать колонистов, основавших поселение на реке Игуасу, поставили здесь первую глинобитную церковь. В 1721 году была возведена вторая, приземистая каменная церковь. Современный элегантный собор в стиле неоготики с двумя башнями строился между 1876 и 1893 годами. Архитектор собора француз Альфонс Конде де Плас был вдохновлён образом собора Святого Креста в Барселоне.
В ознаменование столетия со дня  окончания строительства, 7 июня 1993 года кафедральный собор Куритибы был возведён папой римским Иоанном Павлом II в ранг малой базилики. В 2012 году закончилась масштабная реставрация собора, был вскрыт и защищён стеклянным покрытием алтарь первой церкви. Кафедральный собор Куритибы входит в список исторического наследия Бразилии.